# Шлан
Шлан (чув. Шӑлан) — выселок в Аликовском муниципальном округе Чувашской Республики. Входил в состав Таутовского сельского поселения до его упразднения в 2022 году.

## География
Выселок расположен в 9 км по автодорогам к западу от села Аликово — административного центра Аликовского района. Рядом проходит автомобильная дорога Аликово — Красные Четаи. Расстояние до центра сельсовета составляет по автодорогам 4,5 км на юг. Единственная улица — Шиповника.

### Климат
Климат умеренно континентальный с продолжительной холодной зимой и тёплым летом. Средняя температура января −12,9 °C, июля 18,3 °C. За год в среднем выпадает до 552 мм осадков.

## История
Выселок был основан в 1928 году выходцами из деревни Павлушкино; было образовано машинное товарищество «Шлан». Название выселка связывают с шиповником, росшим в изобилии на месте образования выселка.
В 1930 году был основан колхоз «Шлан» совместно с деревней Павлушкино. Выселок входил в состав Хирлеппосинского сельсовета Аликовского района. С 1955 года — в Таутовском сельсовете. В 1962—65 годах в Вурнарском сельском районе.

## Население
| 2010 | 2012 |
| ---- | ---- |
| 33   | ↗46  |

- 1928 год — 15 дворов, 65 жителей
- 1939 год — 59 человек (26 мужчин, 33 женщины)
- 1959 год — 71 человек (27 мужчин, 44 женщины)
- 1970 год — 64 человека (27 мужчин, 37 женщины)
- 1979 год — 66 человек (30 мужчин, 36 женщин)
- 1989 год — 44 человека (19 мужчин, 25 женщин)
- 2002 год — 18 дворов, 41 человек (20 мужчин, 21 женщина), чуваши (98 %)[4]
- 2010 год — 11 частных домохозяйств, 33 человека (12 мужчин, 21 женщина)

## Связь и средства массовой информации
- Связь: ОАО «Волгателеком», Би Лайн, МТС, Мегафон. Развит интернет ADSL технологии.
- Газеты и журналы: Аликовская районная газета «Пурнăç çулĕпе»—"По жизненному пути"[5]. Языки публикаций: чувашский, русский.
- Телевидение: население использует эфирное и спутниковое телевидение. Эфирное телевидение позволяет принимать национальный канал на чувашском и русском языках.